# Foșchi, Putila
Foșchi (în ucraineană Фошки, transliterat: Foșkî și în germană Foschka) este un sat în raionul Putila din regiunea Cernăuți (Ucraina), depinzând administrativ de comuna Sârghieni. Are 417 locuitori, preponderent ucraineni (huțuli).
Satul este situat la o altitudine de 955 metri, pe malul râului Putila, în partea de centru-est a raionului Putila.

## Istorie
Localitatea Foșchi a făcut parte încă de la înființare din regiunea istorică Bucovina a Principatului Moldovei. După anexarea Bucovinei de către Imperiul Habsburgic în anul 1775, localitatea Foșchi a făcut parte din Ducatul Bucovinei, guvernat de către austrieci. 
După Unirea Bucovinei cu România la 28 noiembrie 1918, satul Foșchi a făcut parte din componența României, în Plasa Putilei a județului Rădăuți. Pe atunci, majoritatea populației era formată din ucraineni, existând și o comunitate de evrei. 
Ca urmare a Pactului Ribbentrop-Molotov (1939), Bucovina de Nord a fost anexată de către URSS la 28 iunie 1940, reintrând în componența României în perioada 1941-1944. Apoi, Bucovina de Nord a fost reocupată de către URSS în anul 1944 și integrată în componența RSS Ucrainene. 
Începând din anul 1991, satul Foșchi face parte din raionul Putila al regiunii Cernăuți din cadrul Ucrainei independente. Conform recensământului din 1989, numărul locuitorilor care s-au declarat români plus moldoveni era de 2 (1+1), reprezentând 0,55% din populație . În prezent, satul are 417 locuitori, preponderent ucraineni.

## Demografie
Componența lingvistică a localității Foșchi
     Ucraineană (99,76%)
     Alte limbi (0,24%)
Conform recensământului din 2001, majoritatea populației localității Foșchi era vorbitoare de ucraineană (99,76%), existând în minoritate și vorbitori de alte limbi.
1989: 365 (recensământ) 
2007: 417 (estimare)